# اچ‌ام‌اس رز (۱۷۸۳)
اچ‌ام‌اس رز (۱۷۸۳) (به انگلیسی: HMS Rose (1783)) یک کشتی بود که طول آن ۱۲۰ فوت ۵ ۱⁄۲ اینچ (۳۶٫۷۱۶ متر) بود. این کشتی در سال ۱۷۸۳ ساخته شد.